# ليو كاتس (باحث قانوني)
ليو كاتس (بالإنجليزية: Leo Katz)‏ هو عالم قانوني أمريكي، ولد في 21 يوليو 1957.